# Börse Memel

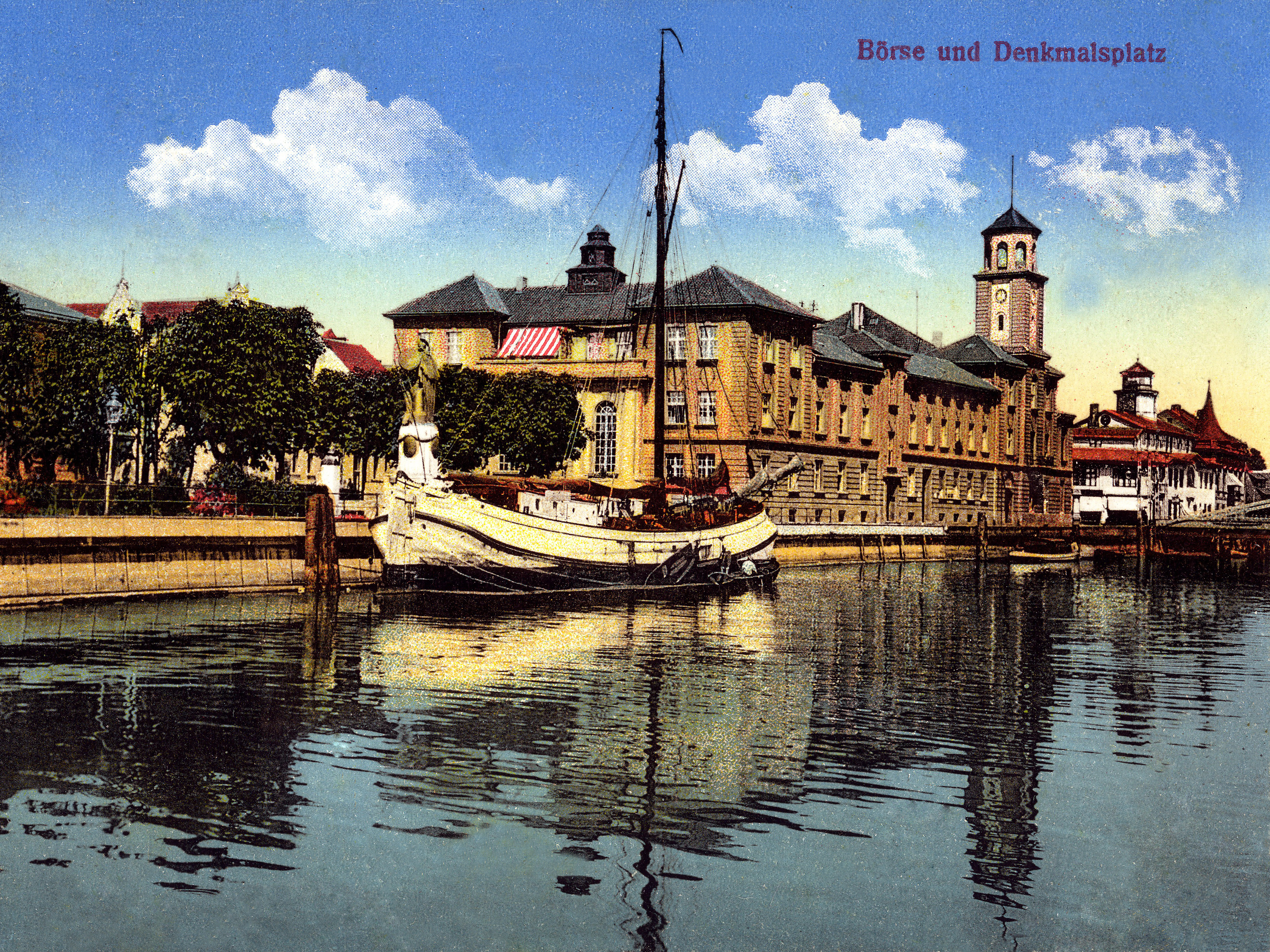
Börsengebäude

Die Börse Memel war eine preußische Regionalbörse mit Sitz in Memel.

## Geschichte
Memel war bedingt durch die Lage an der Flussmündung traditionell eine Hafen- und Handelsstadt. Die Kaufmannschaft in Memel beschloss 1776, eine freiwillige Ausfuhrabgabe auf die wichtigsten Handelsprodukte zu erheben. Aus dem Erlös wurde 1777 die Börse Memel errichtet. Diese Abgabe wurde zunächst von der preußischen Regierung missbilligt, im Laufe der 1790er Jahre kam es aber zu einer Verständigung, in der der Kaufmannschaft das Recht bestätigt wurde, Grund und Boden zu besitzen.
Nach dem Einführungsgesetz zum Handelsgesetzbuch 1861 war es notwendig, die Börsenordnung genehmigen zu lassen. Die Börsenordnung vom 13. April 1865 der Börse Memel wurde am 12. Juni 1865 vom preußischen Handelsministerium genehmigt.
Seit der Reichsgründung fand in Deutschland ein starker Konzentrationsprozess unter den Börsen statt. 1914 bestanden noch 24 Börsen, die Börsen in Berlin (66 %), Frankfurt am Main (12 %) und Hamburg (9 %) deckten zusammen fast 90 % des Börsenhandels ab. In Memel fand kein Effektenhandel mehr statt, lediglich Warenhandel wurde betrieben.

## Gebäude
Das Gebäude der Börse befand sich in der Börsenstraße 15–17 im Zentrum der Stadt am Ufer der Dange. Rückwärtig befand sich der Denkmalsplatz, an dem auch das Rathaus lag. Mit der Vorderseite lag das Börsengebäude an der Börsenstraße, die als Börsenbrücke (einer Drehbrücke, die für Schiffe geöffnet werden konnte) über die Dange geführt wurde. Das Gebäude wurde 1944 im Zweiten Weltkrieg durch Geschützfeuer und Luftangriffe zerstört.